# James Frawley
James Frawley (Houston, Texas, 1936. szeptember 29. – Indian Wells, Kalifornia, 2019. január 22.) Primetime Emmy-díjas amerikai filmrendező, színész.

## Filmjei

### Rendezőként
Mozifilmek
- The Christian Licorice Store (1971)
- Kid Blue  (1973)
- A nagy busz (The Big Bus) (1976)
- Muppet-show (The Muppet Movie) (1979)
- Fraternity Vacation (1985)

Tv-filmek
- Forró szívek, hideg lábak (Warm Hearts, Cold Feet) (1987)
- Dögölj meg, kedvesem! (Assault and Matrimony) (1987)
- Kémek, rémek és meztelenek (Spies, Lies & Naked) (1988)
- Aki túsz, aki nem (The Secret Life of Archie's Wife) (1990)
- Újabb éjszakai rohanás (Another Midnight Run) (1994)
- Cagney és Lacey: A visszatérés (Cagney & Lacey: The Return) (1994)
- Kényelmetlen karácsony (On the 2nd Day of Christmas) (1997)
- A három komédiás (The Three Stooges) (2000)

Tv-sorozatok
- The Monkees (1966–1968, 28 epizód)
- That Girl (1967–1968, öt epizód)
- Columbo (1977–1989, hat epizód)
- The Eddie Capra Mysteries (1978, egy epizód)
- Magnum (Magnum, P.I.) (1982–1984, három epizód)
- Scarecrow and Mrs. King (1983–1985, öt epizód)
- Cagney & Lacey (1984–1988, 12 epizód)
- Dowling atya nyomoz (Father Dowling Mysteries) (1990–1991, tíz epizód)
- Esküdt ellenségek (Law & Order) (1992–1993, öt epizód)
- Kisvárosi rejtélyek (Picket Fences) (1994–1995, négy epizód)
- Chicago Hope Kórház (Chicago Hope) (1994–1996, négy epizód)
- Az igazságosztó (Vengeance Unlimited)) (1998–1999, hat epizód)
- Amynek ítélve (Judging Amy) (1999–2005, 15 epizód)
- Szellemekkel suttogó (Ghost Whisperer) (2005–2007, négy epizód)
- Édes, drága titkaink (Dirty Sexy Money) (2007, egy epizód)
- A Grace klinika (Grey's Anatomy) (2007–2009, öt epizód)
- Doktor Addison (Private Practice) (2008–2009, két epizód)

### Producerként
- Az igazságosztó (Vengeance Unlimited)) (1998–1999, 16 epizód)
- Amynek ítélve (Judging Amy) (2002–2005, 47 epizód)

### Színészként
Mozifilmek
- Greenwich Village Story  (1963)
- Ladybug Ladybug  (1963)
- The Troublemaker (1964)
- Wild Wild Winter (1966)
- Muppet-show (The Muppet Movie) (1979)

Tv-sorozatok
- The Outer Limits (1964, két epizódban)
- The Man from U.N.C.L.E. (1964–1966, két epizódban)
- Perry Mason (1965, egy epizódban)
- The Dick Van Dyke Show (1965, egy epizódban)
- McHale's Navy (1965–1966, két epizódban)
- Hogan's Heroes (1966, egy epizódban)
- My Favorite Martian (1966, egy epizódban)
- I Spy (1966, egy epizódban)
- Blue Light (1966, egy epizódban)
- The Monkees (1966–1968, 12 epizódban)
- Columbo (1978, egy epizódban)
- Dowling atya nyomoz (Father Dowling Mysteries) (1991, egy epizódban)

## Díjai
- Primetime Emmy-díj (1967, legjobb rendezés – vígjátéksorozat, The Monkees)